# 채텀섬

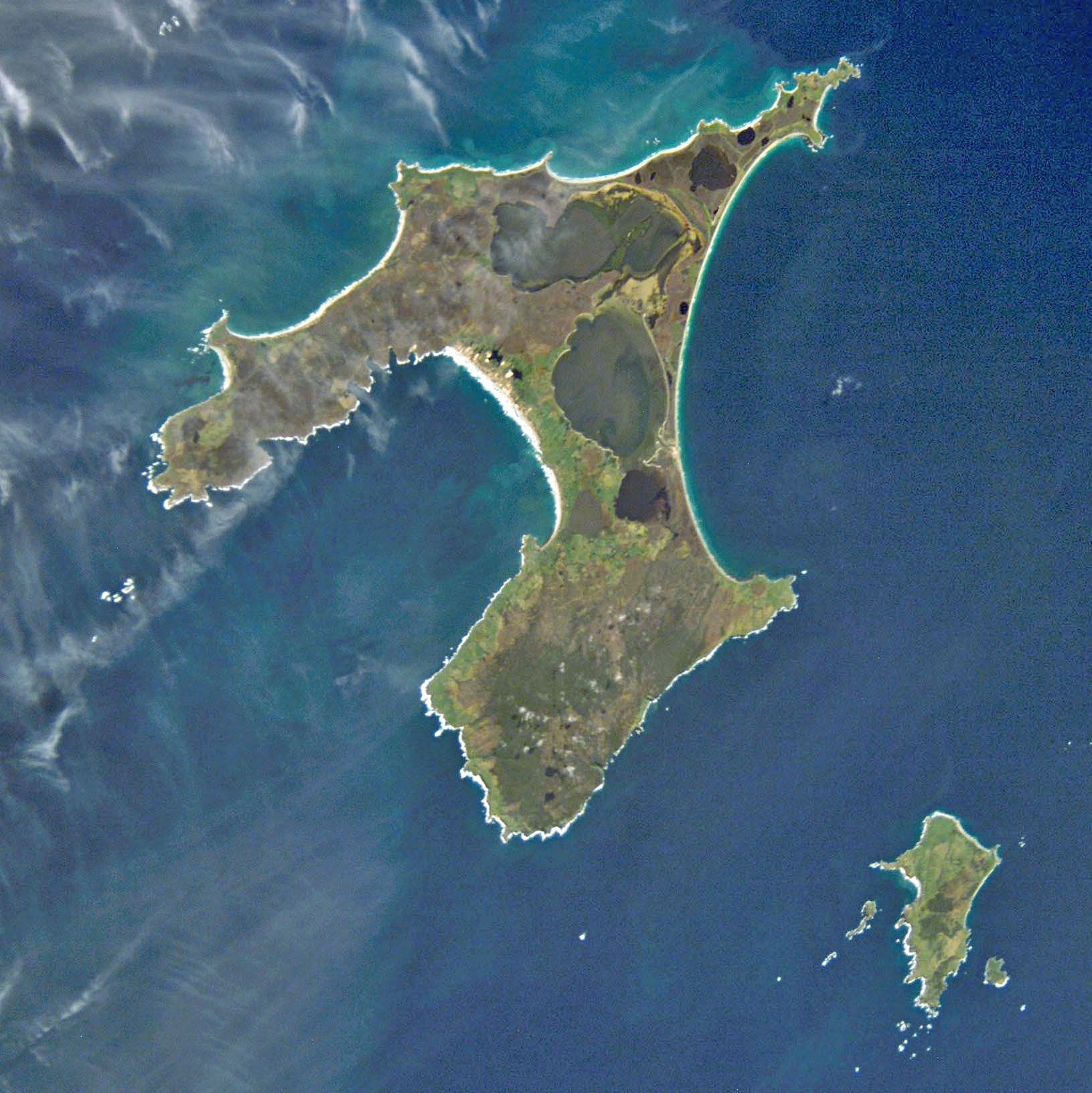
우주에서 바라본 채텀섬(왼쪽)

채텀섬(Chatham Island, /ˈtʃætəm/ CHAT-əm, 모리오리어: Rēkohu, lit. 'Misty Sun'; Māori: Wharekauri)은 뉴질랜드 남섬 동부 해안의 남태평양에 있는 채텀 제도 그룹의 가장 큰 섬이다. 지점은 섬의 가장 서쪽 지점에서 173마일 WSW이지만 "적도와 극 사이의 중간, 국제 날짜 변경선 바로 위에" 있다. 이 섬은 모리오리어로는 레코후(Rekohu, "안개가 낀 하늘"), 마오리어로는 화레카우리(Wharekauri)라고 불린다.
이 섬의 이름은 1791년에 섬을 발견한 최초의 유럽 선박인 측량선 HMS 채텀(HMS Chatham)의 이름을 따서 명명되었다. 면적은 920km2(355평방마일)이다. 채텀섬은 뉴질랜드 본토에서 섬에 가장 가까운 지점인 케이프 턴어게인(Cape Turnagain)에서 남동쪽으로 650km(404마일) 떨어져 있다.

## 같이 보기
- 채텀 제도